# Канјон Сити (Орегон)
Канјон Сити (енгл. Canyon City) град је у америчкој савезној држави Орегон.

## Демографија
По попису из 2010. године број становника је 703, што је 34 (5,1%) становника више него 2000. године.
| Група             | 2000.       | 2010.       |
| Белци             | 597 (89,2%) | 655 (93,2%) |
| Афроамериканци    | 1 (0,1%)    | 0 (0,0%)    |
| Азијати           | 0 (0,0%)    | 2 (0,3%)    |
| Хиспаноамериканци | 31 (4,6%)   | 18 (2,6%)   |
| Укупно            | 669         | 703         |